# 绍兴鲁迅中学
绍兴鲁迅中学，正式成立于1994年，是浙江省绍兴市柯桥区一所高级中学。鲁迅中学第一届学生总共8个班，近400名学生，学校地址位于绍兴市区城南。2008年学校部分搬迁柯桥，成立了鲁迅中学柯桥校区（本校），与鲁迅中学城南校区成为“一校两区”。现城南校区更名为“绍兴鲁迅高级中学”，柯桥校区更名为“绍兴鲁迅中学”。